# Matrebellerna
Matrebellerna (förkortning av Den svenska matrebellen), svensk detaljhandelskedja bestående av ett antal butiker som ägs av fria handlare i huvudsakligen Storstockholmsområdet.
Vid lanseringen av matrebellerna tillhörde de flesta butikskedjan Vi-butikerna eller Östenssons.